# تقويم مفصل القرص بين الفقرات
استبدال القرص الاصطناعي (ADR) أو استبدال القرص الكلي (TDR) هو أحد أنواع رأب المفصل. وهو إجراء جراحي يتم فيه استبدال الأقراص بين الفقرات في العمود الفقري بزراعات اصطناعية في العمود الفقري القطني (السفلي) أو العمود الفقري العنقي (العلوي). يُلجَأ إلى هذه الإجراء لعلاج آلام أسفل الظهر وآلام العنق الناتجة عن داء القرص التنكسي.
استبدال الأقراص في الفقرات العنقية هو تدخل بديل أيضاً لانفتاق القرص الأعراضي المصاحب لأعراض في الذراع أو اليد.
تطوّرت عملية استبدال القرص الاصطناعي كبديلٍ لدمج الفقرات، بهدف تقليل الألم أو القضاء عليه، وإتاحة الحركة في جميع أنحاء العمود الفقري. ثمة فائدة أخرى محتملة وهي منع تفكك المستويات المجاورة للعمود الفقري، وهو خطر محتمل في جراحات الدمج.

## التاريخ
أول جهد بشري سريري معروف لاستبدال القرص تضمّن زراعة أجسام كروية معدنية في الفراغات بين الفقرات. لم تحقق الأجهزة والنتائج قبولاً في قطاع جراحة العمود الفقري، على الرغم من أن بعض الجرّاحين الأوائل أفادوا بنتائج سريرية جيدّة وتحسّن وظيفة العمود الفقري وانخفاض الألم. أفاد كل من فيرستوم من السويد وهارمون من الولايات المتحدة وماكنزي من كندا جميعاً عن عملياتهم لإعادة بناء القرص القطني جراحياً باستخدام أجسام كروية معدنية مختلفة. جراحة القرص الاصطناعي حديثة نسبياً (أكثر من 10 سنوات) في الولايات المتحدة، لكنها استخدمت في أوروبا منذ ما يزيد عن 15 عاماً. يوجد في أوروبا العديد من الشركات المصنّعة والتصاميم المتاحة لأسفل الظهر وعنق الرقبة.
أول جهاز اعتُمِد للاستخدام في الولايات المتحدة كان قرص تشارتيه الاصطناعي الذي اختُرع في مستشفى تشارتيه الجامعي في برلين في منتصف عقد الثمانينات في القرن العشرين على يد العالمة الألمانية الشرقية كارين بوتنر جنز بطلة الجمباز الفني للسيدات مرتين في الألعاب الأولمبية، وكيرت شيلناك؛ حيث حاز القرص على موافقة إدارة الأغذية والأدوية في الولايات المتحدة في تشرين الأول\أكتوبر عام 2004، بعد تجربة سريرية لمدة أربع سنوات. من أوائل ممارسات استبدال القرص الاصطناعي تلك التي أجراها ويليم زيغيرز عام 1989. توقف الدكتور ويليم عن استخدام كاريتي ويُجري استبدال القرص القطني باستخدام قرص اصطناعي تنتجه شركة أسكولاب منذ 2005.
أول جرّاح يجري حراحة القرص الاصطناعي تشارتيه في الولايات المتحدة هو سكوت بلومينثال، حراج العمود الفقري في معهد تكساس باك في بلانو، تكساس. عمل بلومنتال كمحقق رئيسي لدراسات تشارتيه في الولايات المتحدة بعد زيارة الدكتور ويليم زيغيرز في هولندا، الذي أطلعه على تجربته في زراعة أقراص تشارتيه الاصطناعية في عقد الثمانينات. شارك الدكتور زيغير في تطوير أجهزة آكتيف إل التي صمّمها وابتكرها الدكتور جيمس ب. يو. يعتبر آكتيف إل القرص المفضّل لدى العديد من أطباء العمود الفقري في جميع أنحاء الولايات المتحدة حالياً لأنه أثبت تناقص المضاعفات بعد الجراحة.
ساعد الدكتور رودولف بيرتاغنولي في تطوير قرص برو وتقنياته الجراحية في أوروبا وعلّم أكثر من 2500 جرّاح على كيفية إجراء العملية. في أكتوبر 2001، وكجزء من تجربة أخرى لصالح مؤسسة الغذاء والدواء، أجرى جاك زيغلر [الإنجليزية] جرّاح العمود الفقري في معهد تكساس باك في بلانو، أول جراحعة استبدال قرص قطني برو ديسك إل في الولايات المتحدة. عام 2009، أجرت شركة سباينل كاينتكس إحدى الشركات الرائدة المبتكرة للجيل المتقدم من تقنيات الأقراص الاصطناعية، جراحة ناجحة لأول مريض باستخدام القرص القطني الصناعي باستخدام قرص M6-L الاصطناعي الذي أنتجته الشركة، وبدأت إطلاق أول نظام تجاري في أوروبا. أكمل هذا الإجراء الأول في ألمانيا جرّاح العمود الفقري كارستين ريتر-لانج.
لا يزال استخدام الأقراص المرنة من الجيل المتقدم مستمراً خارج الولايات المتحدة. ونشرت مؤخراً بيانات في دراسة أجراها تشن كيه آر وأخرون دعمت زراعة استبدال الأقراص العنقية في جراحات أحادية أو ذات مستويين، تضمّنت بيانات نتائج عامين.

## الأبحاث
لا توجد مراجعات ممنهجة لأي أدلة ذات جودة عالية تثبت فعالية استبدال القرص الاصطناعي. نشرت دراسة نرويجية في مجلة العمود الفقري (Spine Journal) عام 2017 تقارن بين استبدال القرص الكلي وإعادة تأهيل متعدد التخصصات مع متابعة لمدة 8 سنوات.
```
كانت الدراسة عشوائية، ومتحكّم بعواملها، ومتعددة المراكز، ولم تكون مموّلة من جهات صناعية. خضع 77 مريضاً (بشكل عشوائي) للجراحة وخضع 74 مريضاً لإعادة التأهيل والمتابعة لمدة 8 سنوات.
[
4
]
```

## الجدل
في كانون الثاني/يناير 2008، أثارت نيويورك تايمز مخاوف بشأن شفافية البحث الذي يجريه المستثمرون في بروديسك. تنص الأكاديمية الأمريكية لجراحي العظام أيضاً على أن استبدال القرص يتطلب مستوى عالٍ من المهارات التقنية لوضع القرص بدقة، والأمر ينضوي على مخاطر عالية إذا تطلب الأمر جراحة تعديلية.
انضم أعضاء الأكاديمية الأمريكية لجرّاحي العظام والرابطة الأمريكية لجرّاحي الأعصاب معاً في جمعية الأخلاقيات المرتبطة بجراحة العمود الفقري، والتي تم تشكليها لزيادة الوعي بالعلاقات التي تربط الجرّاحين مع مصنّعي الأجهزة.
ثمة عديد من الدعاوى القضائية الجماعية قيد النظر ضد مصنّعي أقراص شارتيه الاصطناعية، حيث تفيد التقارير بحدوث مضاعفات لزراعة القرص الاصطناعي عند استخدامه في حالات جراحية معينة.